# Glyptometra tuberosa
Glyptometra tuberosa är en sjöliljeart som först beskrevs av Carpenter 1888.  Glyptometra tuberosa ingår i släktet Glyptometra och familjen Charitometridae. Inga underarter finns listade i Catalogue of Life.